# Joseph (opera)
Joseph, tên đầy đủ là Joseph en Egypte (tiếng Việt: Joseph ở Ai Cập) là vở opéra comique của nhà soạn nhạc người Pháp Étienne Méhul. Lời của tác phẩm là của Alexandre Duval. Duval đã dựa vào câu chuyện truyền thuyết của người Do Thái về Joseph và những người anh em của mình. Vở opera được trình diễn lần đầu tiên bởi Opéra-Comique tại Paris vào ngày 17 tháng 2 năm 1807 tại Nhà hát Feydeau. 